# PGC 10401
LEDA/PGC 10401, auch UGC 2215, ist eine Radiogalaxie im Sternbild Perseus am Nordsternhimmel. Sie ist schätzungsweise 300 Millionen Lichtjahre von der Milchstraße entfernt und hat einen Durchmesser von etwa 90.000 Lichtjahren. Vom Sonnensystem aus entfernt sich das Objekt mit einer errechneten Radialgeschwindigkeit von näherungsweise 6.600 Kilometern pro Sekunde.

## Galaktisches Umfeld
| Nr. | Galaxie                 | Alternativname            | Rek          | Dek          | Distanz/asec |
| --- | ----------------------- | ------------------------- | ------------ | ------------ | ------------ |
| →   | LEDA/PGC 10401          | UGC 2215                  | 02h44m52.78s | +41d59m19.3s | 0            |
| 1   | LEDA/PGC 2191151        | WISEA J024539.34+420146.3 | 02h45m39.40s | +42d01m46.4s | 540.14       |
| 2   | LEDA/PGC 2190794        | 2MASX J02454372+4200380   | 02h45m43.72s | +42d00m38.2s | 572.75       |
| 3   | LEDA/PGC 2189350        | 2MASX J02435108+4155516   | 02h43m51.09s | +41d55m51.9s | 718.68       |
| 4   | LEDA/PGC 10435          | CGCG 539-092              | 02h45m32.32s | +42d09m28.0s | 751.09       |
| 5   | LEDA/PGC 10440          | UGC 2226                  | 02h45m36.30s | +42d09m27.3s | 777.56       |
| 6   | LEDA/PGC 2190989        | 2MASX J02434169+4201168   | 02h43m41.67s | +42d01m17.2s | 801.50       |
| 7   | LEDA/PGC 2189444        | 2MASX J02460517+4156127   | 02h46m05.19s | +41d56m13.0s | 828.74       |
| 8   | LEDA/PGC 213081         | 2MASX J02453277+4211481   | 02h45m32.78s | +42d11m48.3s | 871.06       |
| 9   | LEDA/PGC 2187764        | 2MASX J02455424+4150228   | 02h45m54.25s | +41d50m22.9s | 871.07       |
| 10  | LEDA/PGC 10476          | UGC 2231                  | 02h46m05.33s | +42d06m05.7s | 901.37       |
| 11  | LEDA/PGC 10316          | UGC 2195                  | 02h43m31.13s | +41d56m16.2s | 929.26       |
| 12  | 2MASX J02433496+4153418 | WISEA J024334.95+415342.2 | 02h43m34.97s | +41d53m42.1s | 931.10       |
| 13  | LEDA/PGC 2185940        | WISEA J024512.76+414404.3 | 02h45m12.81s | +41d44m04.6s | 941.33       |